# Eduardo Capetillo
Eduardo Capetillo Vásquez (ur. 13 kwietnia 1970 w Meksyku) – meksykański aktor grający w telenowelach oraz piosenkarz.
Znany między innymi jako Sergio Santibañez w telenoweli Marimar oraz jako Miguel Gutiérrez w telenoweli Camila.

## Życie prywatne
5 lipca 1994 ożenił się z aktorką i piosenkarką Bibi Gaytán. Mają pięcioro dzieci: trzech synów - Eduardo (ur. 17 sierpnia 1994) oraz bliźniaki - Manuela i Daniela (ur. 20 czerwca 2014) i dwie córki - Anę Paulę (ur. 1997) i Alejandrę (ur. 1999).

## Role w telenowelach
- La otra cara del alma (2012-2013) jako Roberto Monteagudo
- Kobieta ze stali (2010) jako Horacio Acosta
- Pecadora (2009) jako Bruno/Bernie
- En Nombre del Amor (2008) jako Javier Espinoza de los Monteros
- Fuego en la sangre (2008) jako Pedro Reyes
- Peregrina (2005-2006) jako Rodolfo Alcócer/Aníbal Alcócer
- La madrastra (2005) jako Leonel Ibáñez
- Amy, la niña de la mochila azul (2004) jako Octavio Betancourt
- ¡Vivan los niños! (2002-2003) jako Emiliano Leal
- El secreto (2001) jako Fernando Salazar
- Camila (1998-1999) jako Miguel Gutiérrez
- Canción de amor (1996) jako Renzo
- Marimar (1994) jako Sergio Santibañez
- Baila conmigo (1992) jako Eddy López
- Alcanzar una estrella II (1991) jako Eduardo Casablanca
- Alcanzar una estrella (1990) jako Eduardo Casablanca
- Morir para vivir (1989) jako Victor
- Martín Garatuza (1986) jako Román Garatuza

## Dyskografia
- Dame Una Noche (1991)
- Estoy Aquí (1993)
- Marimar (1994)
- Piel Ajena (1995)
- Eduardo Capetillo (2002)
- Un Vaquero en la CIudad (2007)